# یوزف واندژیک
یوزف واندژیک (لهستانی: Józef Wandzik؛ زادهٔ ۱۳ اوت ۱۹۶۳) بازیکن سابق و مربی فوتبال اهل لهستان است.
از باشگاه‌هایی که در آن بازی کرده‌است می‌توان به باشگاه فوتبال آپولون اسمیرنیس، باشگاه فوتبال گورنیک زابژه، باشگاه فوتبال پاناتینایکوس، و باشگاه فوتبال روخ خوژوف اشاره کرد.
وی همچنین در تیم ملی فوتبال لهستان بازی کرده‌است.